# Marc Racicot
Marc F. Racicot, né le 24 juillet 1948 à Thompson Falls, est un homme politique américain, membre du Parti républicain, notamment gouverneur du Montana de 1993 à 2001.

## Biographie
Il est procureur général du Montana entre 1989 et 1993, puis gouverneur de l'État jusqu'en 2001, étant réélu en 1996 avec le score historique de 80 % des voix contre son opposant démocrate Judy Jacobson (en),.
De 2002 à 2003, Racicot est président du Comité national républicain, l'organe exécutif du parti.
En 2004, il dirige la campagne de réélection du président George W. Bush. Ses positions modérées en matière d'avortement et sur les droits des homosexuels lui ont cependant barré la route ministérielle du poste de procureur général en 2000 et 2004.
Après avoir quitté la vie politique, Racicot devient lobbyiste chez Bracewell & Giuliani (en). Il est aussi directeur général de l'American Insurance Association (en) de 2005 à 2009.
En septembre 2020, il fait la une des journaux lorsqu'il déclare vouloir voter pour le démocrate Joe Biden en évoquant les vices de caractère du président sortant Donald Trump.